# 潘諾西亞大陸

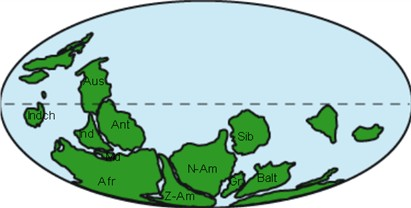

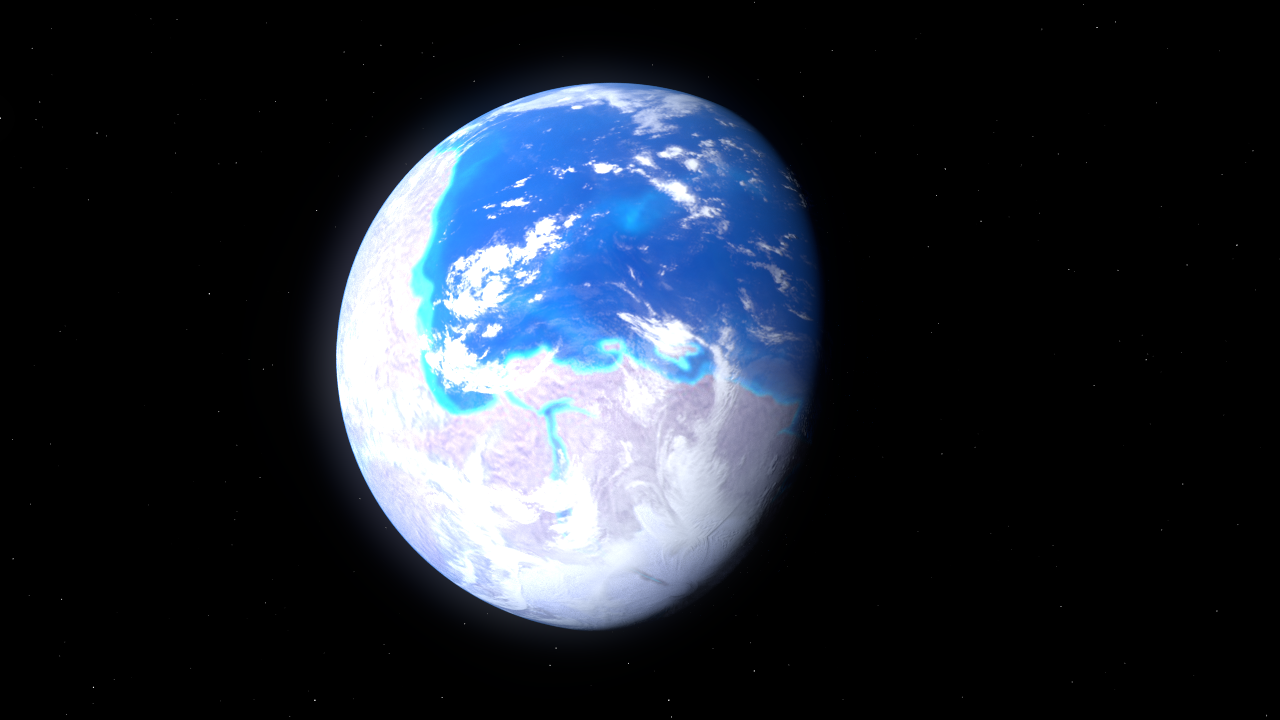
藝術家筆下的潘諾西亞大陸（6億年前）

潘諾西亞大陸（Pannotia）是個理論上的史前超大陸，最初是由地質學家Ian W. D. Dalziel在1997年提出，形成於6億年前的泛非造山运动，並在5億4000萬年前的前寒武紀分裂。

## 形成
大約7.5億年前，羅迪尼亞大陸分裂成原勞亞大陸、剛果克拉通、原岡瓦那大陸（岡瓦那大陸除去剛果地盾與南極洲的範圍）。
原勞亞大陸進一步分裂，朝南極移動。原盤古大陸逆時針反轉。在6億年前，剛果克拉通位於原勞亞大陸各大陸與原岡瓦那大陸之間，三者聚合成潘諾西亞大陸。潘諾西亞大陸的大部分位於極區之內，而證據顯示這個時代有大面積的冰河覆蓋着，遠大於地質時代的任何時期。

潘諾西亞大陸545百萬年前，以南極為中心；相對於上方的羅迪尼亞大陸旋轉了180°

## 地質學與演變
潘諾西亞大陸的形狀類似V字形，開口往東北。開口內側為泛大洋，海底有中洋脊，是今日太平洋的前身。潘諾西亞大陸的外側環繞者泛非洋。
潘諾西亞大陸的存在時間很短。組合潘諾西亞的各大陸，是以錯動方式聚合。在5.4億年前，或潘諾西亞大陸形成的6000萬年後，潘諾西亞大陸分裂成四個大陸：勞倫大陸、波羅的大陸、西伯利亞大陸、岡瓦那大陸。泛大洋隨者潘諾西亞大陸的分裂而擴張。這四個大陸在2.5億年前再度聚合，形成盤古大陸。
在1994年，有科學家提出類似的概念，認為在新元古代末期，岡瓦那大陸形成，而岡瓦那大陸原本屬於一個更為大型的超大陸。

## 外部連結
- 前寒武紀晚期的潘諾西亞大陸(圖片) （页面存档备份，存于）